# Краснова Тетяна Геннадіївна
Тетяна Геннадіївна Краснова (нар. 27 червня 1995, Мозир, Гомельська область, Білорусь) — білоруська футболістка, нападниця російського клубу «Рязань-ВДВ» та збірної Білорусі.

## Життєпис
Почала грати на дорослому рівні у вищій лізі Білорусі в неповні 16 років у складі клубу «Гомель». За 4 сезони в складі клубу зіграла 100 матчів, відзначилася 44-ма голами, в тому числі тричі досягала позначки в 10 голів за сезон. Залишалася однією з лідерів клубу і рекордсменкою на той час за кількістю голів протягом сезону (15 у сезоні 2012 року).
У 2015 році перейшла в клуб «Бобруйчанка», де провела 5 сезонів, за цей час відзначилася 75 голами. Всього в чемпіонатах Білорусі забила понад 100 м'ячів, неодноразово робила «хет-трики», в тому числі двічі забивала по 6 м'ячів. Найкращий особистий результат — 20 голів у сезоні 2018 року (шосте місце в суперечці бомбардирів сезону).
У 2020 році перейшла в російський клуб «Рязань-ВДВ».
Виступала за юніорську та молодіжну збірні Білорусі. У 2019 зіграла перші офіційні матчі за національну збірну у відбірковому турнірі чемпіонату світу.
Також грала в змаганнях з пляжного футболу. Ставала чемпіонкою Білорусі в складі «Бобруйчанки» та найкращим бомбардиром чемпіонату 2019 року (6 голів у 3 матчах). У 2014 році стала бронзовим призером першого чемпіонату країни у складі «Мозиря», відзначилася 6 голами у матчі за третє місце та визнана найкращою гравчинею турніру. Виступала за збірну країни.